# Maisse
Maisse település Franciaországban, Essonne megyében. Lakosainak száma 2804 fő (2022. január 1.). Maisse Courdimanche-sur-Essonne, Boutigny-sur-Essonne, Buno-Bonnevaux, Gironville-sur-Essonne, Milly-la-Forêt és Valpuiseaux községekkel határos.

## Népesség
A település népességének változása:
| Lakosok száma | 2715 | 2738 | 2764 | 2719 | 2751 | 2780 | 2809 | 2802 | 2804 |
|               | 2013 | 2015 | 2016 | 2017 | 2018 | 2019 | 2020 | 2021 | 2022 |